# War Thunder
War Thunder este un joc video multiplayer de luptă cu vehicule free-to-play dezvoltat și publicat de Gaijin Entertainment. Anunțat în 2011, a fost lansat pentru prima dată în noiembrie 2012 ca versiune beta deschisă, cu o lansare la nivel mondial în ianuarie 2013; a avut lansarea oficială pe 21 decembrie 2016.

## Vezi și
- Lista celor mai bine vândute jocuri video pentru PC

1. 1 2 3 4 5  Steam, accesat în 13 decembrie 2023
2. ↑  Steam, accesat în 22 octombrie 2024
3. ↑  ESRB rating database, accesat în 3 septembrie 2022